# Столбовка (приток Усьвы)
Столбовка — река в Губахинском муниципальном округе (верховья) и Чусовском городском округе (основное течение) Пермского края, приток Усьвы. Впадает в Усьву слева в 82 км от её устья. Длина реки 17 км. Истоки между железнодорожной станцией Баская и посёлком Басег, в 3 км юго-западнее последнего. Река течёт по горному рельефу, резко меняя направление течения: от истока на юг, затем на запад и на север. Впадает в Усьву примерно в 1 км ниже по течению расположенных на другом берегу реки скал Усьвинские столбы.

## Данные водного реестра
По данным государственного водного реестра России, река относится к Камскому бассейновому округу, бассейн реки Кама, подбассейн — Кама до Куйбышевского водохранилища (без бассейнов рек Белой и Вятки), водохозяйственный участок реки — Чусовая от в/п пгт. Кын до устья. Код объекта в государственном водном реестре — 10010100712111100011498.